# The Chronicles of Riddick: Dark Fury
The Chronicles of Riddick: Dark Fury (Furia negra en España o La batalla de Riddick: Furia en la oscuridad en Hispanoamérica) es una película animada lanzada al mercado directamente para video en 2004. Se sitúa cronológicamente entre las películas Pitch Black y Las crónicas de Riddick. The Chronicles of Riddick: Dark Fury fue dirigida por Peter Chung (Que a su vez fue responsable de Æon Flux y del corto Matriculated de The Animatrix), y cuenta con la participación de Vin Diesel en la voz de Richard B. Riddick.
Esta película animada fue emitida en Hispanoamérica por Cartoon Network a través del bloque Toonami el día 31 de agosto de 2006, junto con Van Helsing: La misión de Londres.

## Sinopsis
Después del escape del planeta al término de Pitch Black, Riddick, Jack e Imam se dirigían a Nueva Mecca, pero en el camino son interceptados por una gigantesca nave. Rápidamente se dan cuenta de que es una nave de mercenarios, coincidiendo con la profecía que tuvo en la película anterior. Los mercenarios se dan cuenta rápidamente de quien habían atrapado, por lo que rastrean por voz a Riddick y confirman su identidad.
Tras la captura, los tres se dan cuenta de los planes que tienen en mente sus captores debido a que ven muchos mercenarios congelados. Esto se debe a que la dueña de la nave, Antonia Chillingsworth (Voz: Tress MacNeille) es una coleccionista de criminales, la cual una vez que los captura los pasa por un proceso de congelamiento por criogenia que los mantiene como estatuas, las cuales bajo su punto de vista las considera arte. Para ella Riddick se considera su obra maestra dentro de su colección. Así, Riddick, Jack e Imam deben enfrentarse y escapar de la tropa de humanos y criaturas que tiene a su disposición, para evitar terminar cayendo en un destino peor que la muerte.
Dentro de esta película se manifiesta el desarrollo de personajes como Jack (que se convertiría en Kyra en Las crónicas de Riddick) debido a que al final de la película descubre su amor hacia la violencia al disparar a Chillingsworth, matándola en el acto. Esto preocupa a Riddick, quien junto a sus dos acompañantes logra escapar de la nave.

## Reparto
| Inglés: - Vin Diesel: Riddick - Rhiana Griffith: Jack - Keith David: Imam - Nick Chinlund: Toombs - Tress MacNeille: Antonia Chillingsworth - Roger L. Jackson: Junner Voces adicionales: - Dwight Schultz - Sarge - Julia Fletcher - Hedy Burgess - Andy Philpot - Rick Gomez | Español (Doblaje Latinoamericano): - Víctor Hugo Aguilar: Riddick - Gaby Ugarte: Jack - Alfonso Ramírez: Imam - Alejandro Illescas: Toombs - Rebeca Manríquez: Antonia Chillingsworth - Bardo Miranda: Junner Voces adicionales: - Juan Alfonso Carralero - Teresa Ibarrola |

## Curiosidades
- Rhiana Griffith y Keith David, quienes también actuaron en Pitch Black, aparecen junto a Vin Diesel en esta película animada. Dentro de esta también se introduce a un personaje que aparece en Las crónicas de Riddick: Toombs (interpretado por Nick Chinlund).